# 吉崎俊雄
吉崎 俊雄（よしざき としお、1878年(明治11年)6月14日 - 1961年12月14日）は、日本のメソジストの牧師である。

## 生涯

### 弘前時代
1878年(明治11年)、弘前に生まれる。1892年(明治25年)、弘前教会で洗礼を受ける。1907年(明治40年)には教会に執事に任命される。

### 長老時代
1909年(明治42年)に長老の按手礼を受ける。五所川原、八戸、藤崎、大館、青森、札幌、小樽、室蘭、大泊、豊原(樺太)、名古屋、青山、世田谷などの教会で牧会をする。
名古屋教会時代は、愛知県廃娼運動の理事長を務める。
また神の国運動の委員長も務め、青山教会時代には日本メソジスト教会東京部長になる。
その頃、1933年(昭和8年)に日本ホーリネス教会の分裂事件が起こり、吉崎はホーリネス監督中田重治の旧知であったので、日本メソジスト教会監督赤澤元造、阿部義宗、渡辺善太らと共に、吉崎も和解のために尽力する。